# 감자튀김
감자튀김 또는 프렌치 프라이(영어: French fries)는 감자를 긴 막대 모양으로 썰어서 기름에 튀겨 낸 음식이다. 벨기에 또는 프랑스에서 처음 만들어졌으며, 벨기에인들은 와플, 초콜릿, 홍합과 함께 감자튀김(fried potato)을 벨기에의 대표적인 국민 음식 음식으로 꼽으며, 현지 이름은 프리트(프랑스어: frite)이다.
미국의 패스트 푸드 프랜차이즈 기업들에 의해 전 세계에 널리 알려지게 되었다. '프랑스식 튀김'으로 해석할 수 있는 '프렌치 프라이'(French fries)라는 북미식 영어이름으로 알려져 있기 때문에 프랑스에서 유래된 것으로 볼 수 있으나 기원은 벨기에라는 주장이 있어 프랑스와 원조논쟁이 있었다.
벨기에는 1인당 감자튀김을 가장 많이 먹는 유럽 국가로 알려져 있으며 세계 최대 감자 가공품 수출국 중 하나이다. 한해 감자 가공식품 생산량이 510만톤이 되고 이중 90%를 수출하고 있다. 또한 벨기에에는 감자튀김 전문점이 많으며 세계에서 유일한 감자튀김 박물관(네덜란드어 Frietmuseum)도 가지고 있다.
영국과 영연방 국가들에서는 영국식 감자튀김과 함께 흰살 생선튀김을 함께 먹는 피시앤칩스가 유명하다. 피시앤칩스는 영국의 대표 음식으로 영국인들이 사랑하는 음식이며 서민적이고 대중적인 패스트푸드에 해당한다.
현대인들에게 있어서 감자튀김은 주식이기 보다는 간식으로 먹거나 다른 음식과 함께 먹는 것이 일반적이다.

## 기원

### 원조 논쟁
미국식 감자튀김인 '프렌치 프라이'(French fries)는 미국의 다국적 패스트 푸드 프랜차이즈 기업인 맥도날드와 버거킹 때문에 전 세계에 널리 알려지게 되었다. 미국에서 "프랑스식 튀김"이라는 뜻의 "프렌치 프라이"라 불리기 때문에 프랑스에서 기원한 음식으로 여겨지기도 하나, 기원에 대해서는 벨기에와 프랑스 사이에서 논쟁이 진행 중에 있다.

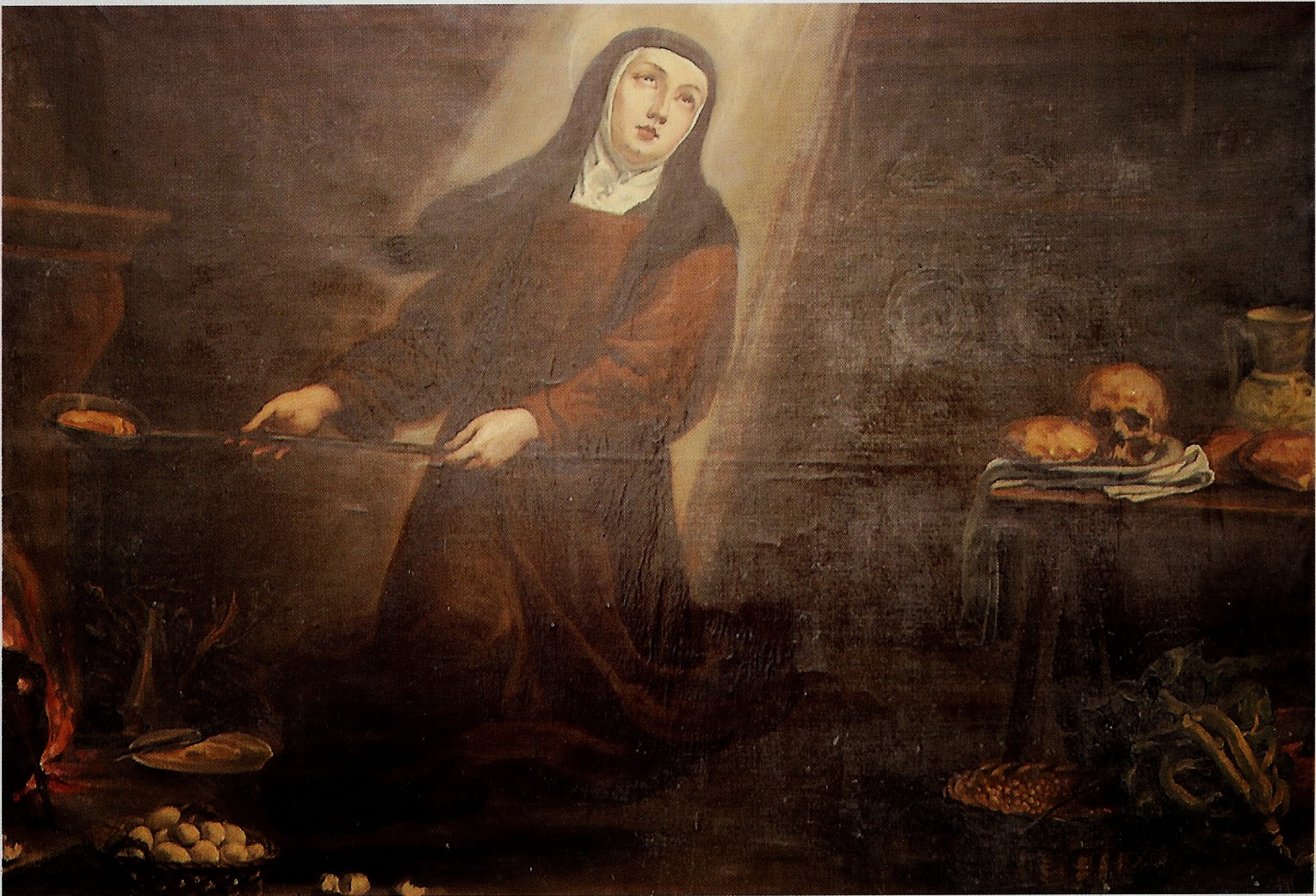
테레사 수녀 (1515~1582)

벨기에에 위치한 감자튀김 박물관(Frietmuseum)의 큐레이터이자 교수 폴 일레젬스에 의하면, 스페인 카르메르 수녀회 소속의 테레사 수녀(1515~1582)가 최초로 감자를 지금의 감자튀김처럼 튀겨 먹었다고 한다. 이 조리법이 당시 스페인의 식민지였던 벨기에 지역에 전래되어 보편화 된 것이 감자튀김의 기원이라고 그는 주장한다. 16세기 후반에 스페인의 펠리페 2세가 이교도에 대한 탄압의 강도를 높였는데 이때 많은 유대인들이 종교적 핍박을 피해서 벨기에 지역으로 이주하면서 자연스럽게 전래된 것으로 보여진다.
벨기에의 역사학자 조 제라르(Jo Gerard)는 1680년대 벨기에의 뫼즈강 유역에서 작은 생선을 튀겨 먹는 풍습이 있었으며, 이 지역에서 강물이 얼어 붙어 물고기를 잡을 수 없게 되면 물고기 대신에 감자를 길게 썰어 튀겨 먹었다고 주장하였다. 1681년경에는 노점상들이 감자튀김을 팔았다는 기록도 있다. 벨기에는 이를 근거로 하여 감자튀김의 원조국임을 알리는 행사 개최에도 적극적이다. 감자튀김 박물관(네덜란드어 Frietmuseum)에서는 관광객들이 보는 앞에서 직접 감자를 튀기기도 한다.
그러나 이런 주장은 역사적 증거가 부족하다는 반박을 받고 있다. 조 제라르의 주장 역시 그의 증조부의 기록에 기인한 것일 뿐이며 당시 경제 상황으로 볼때, 가난한 농민이 감자를 튀길 정도로 많은 식용유를 사용할 수 없었다는 것이 주요 반박의 이유 중 하나다. 역사학자 피에르 르클레르크(Pierre Leclercq)는 감자튀김의 기원이 프랑스라고 주장하고 있다. 감자튀김이 처음 언급된 것은 1775년 파리에서 발견된 요리책이며, 현대식 감자튀김이 처음으로 언급된 것은 1794년에 메리고(Mérigot)라는 여성이 출판한 '혁명파 요리사' (La cuisinière révolutionnaire)라는 요리책이라고 주장하고 있다. 이 책에는 오로지 감자만을 주재료로 삼은 31가지 요리를 소개하고 있는데 감자튀김은 그 중에 하나였다. 또한 바이에른 출신 음악가 프레데리크 크리거(Frédéric Krieger)는 1842년 파리 몽마르트르 거리의 로스터에서 감자튀김 요리법을 배운후 1844년 벨기에로 건너가 프리츠(Frite)를 창업해 파리식 감자튀김을 판매했다고 한다.
남미가 원산지인 감자는 16세기 후반에 유럽에 전래되었으나 초기에 대다수 유럽지역에서는 감자에 대한 강한 거부감속에 식품으로 받아들이지 않았다. 이런 감자를 유럽에 보급시킨 사람중에 하나가 프랑스 출신 농학자 앙투안 파르망티에 (Antoine Parmentier)이다. 감자 전도사로 일생을 바친 그의 노력 덕분에 18세기말에 프랑스는 감자를 식품으로 받아들이게 되었다. 이런 사실로 인해 감자튀김의 기원이 프랑스라는 것에 무게가 실리기도 한다.
2003년, 원조논쟁이 어느 정도 정리되는 듯한 사건이 있었다. 미국이 일으킨 이라크 전쟁을 프랑스가 크게 비판했는데, 이에 대해 미국은 항의의 뜻을 담아, 미국 의회 식당에서는 한동안 감자 튀김을 "프렌치 프라이" 대신 "프리덤 프라이"로 바꿔 불렀다. 그러자 주미 프랑스 대사관에서 "프렌치 프라이는 벨기에 음식" 이라는 성명을 발표하며 미국을 비꼬았던 것이다.

### 어원

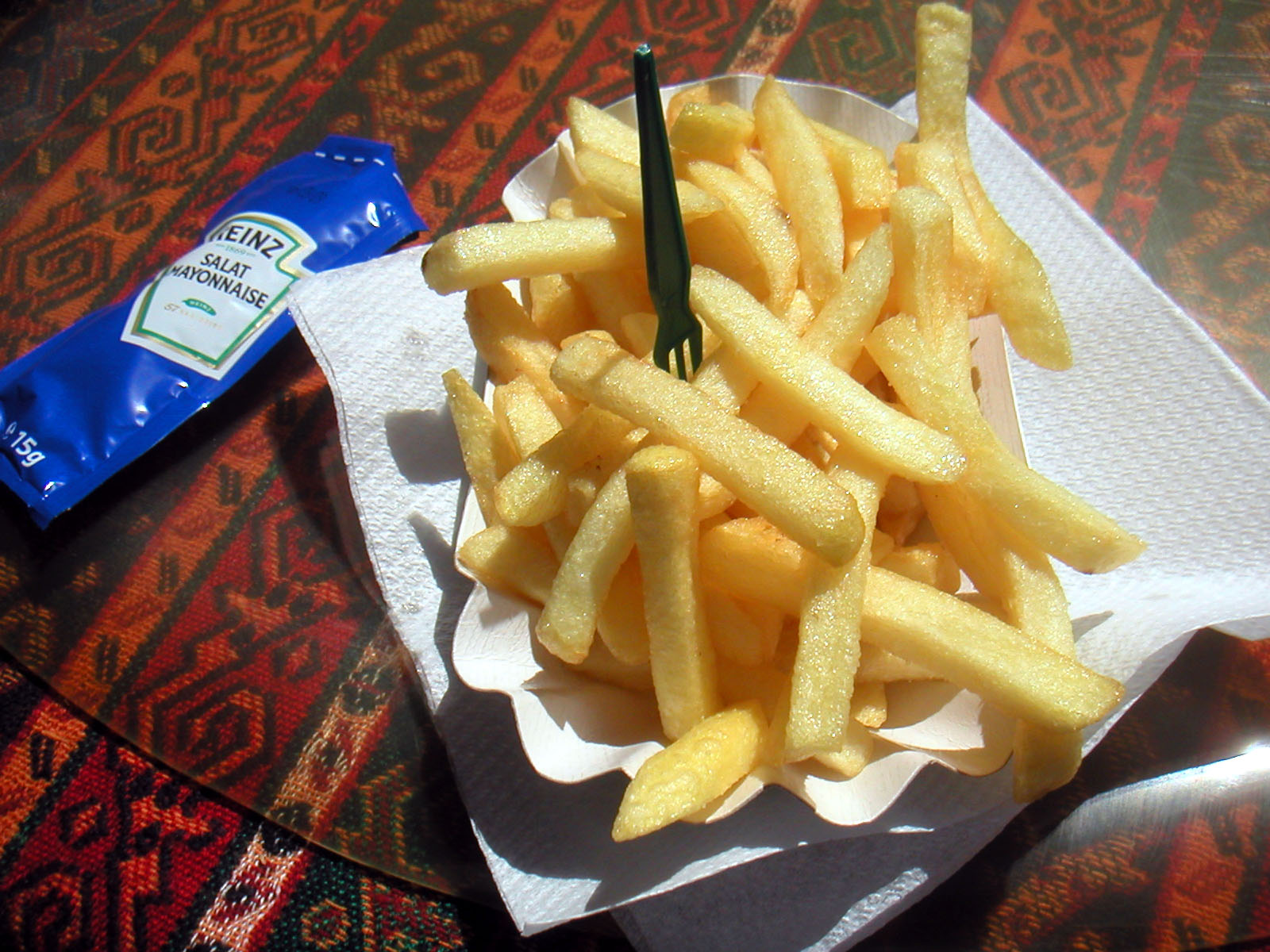
폼프리츠 (pommes frites)

프랑스어를 공용어로 쓰는 벨기에와 프랑스에서는 감자튀김을 프리트(frite)라 한다. '튀긴감자'라는 뜻을 가진 pommes frites(폼프리츠)의 약칭이다. 영국을 비롯한 다수의 영어권 국가에서는 칩스(chips)라 불린다. 그러나 같은 영어권임에도 미국이나 캐나다에서는 "프렌치 프라이"(French fries)라 부르고 있다. 이에 대해서는 여러 가지 설이 있다.
영어의 French라는 단어에는 '길게 자른 모양’ 이라는 뜻이 있는 데, French의 뜻은 프랑스가 아니라 감자를 자른 모양 때문에 붙여진 이름이라고 주장이다. 또한, 1차대전때 벨기에에 상륙한 미군들이 벨기에 군인들이 공용어인 프랑스어를 사용하자 프랑스 음식이라고 착각했기 때문이라 한다. 또 다른 주장으로는 미국의 제3대 대통령인 토마스 제퍼슨이 프랑스에서 기름에 튀긴 감자요리를 처음 접한후 백악관에서 이 요리를 소개하며 프랑스식으로 만든 감자요리(potatoes, fried in the french manner)라고 소개했기 때문에 '프렌치프라이'라는 이름으로 불리우게 된 것이라 한다. 프랑스어를 쓰는 벨기에계 이민자들에 의해 미국에 소개된 이 음식이 "프랑스 식문화 패권" 때문에 그런 이름으로 불리게 되었다는 설도 있다.
'프렌치 프라이드 포테이토(French fried potato)' 라는 단어가 미국에서 처음 등장한 것은 1856년에 워렌(E Warren)이 출판한 《주부를 위한 요리법》Cookery for Maids of All Work이라는 책이었다. 이후 1894년 오 헨리의 단편소설 속에서도 등장하였다. 또한 현재와 같은 '프렌치프라이(French fried)' 라는 줄임말은 1918년경 부터 사용하기 시작했는데, '감자튀김'이라는 의미에 한정하지 않고 닭이나 양파링 (Onion ring) 등을 기름에 튀기는 방식의 조리법(Deep-fried)을 지칭하는 말로 사용했다.

## 지역별 감자 튀김

### 벨기에·프랑스

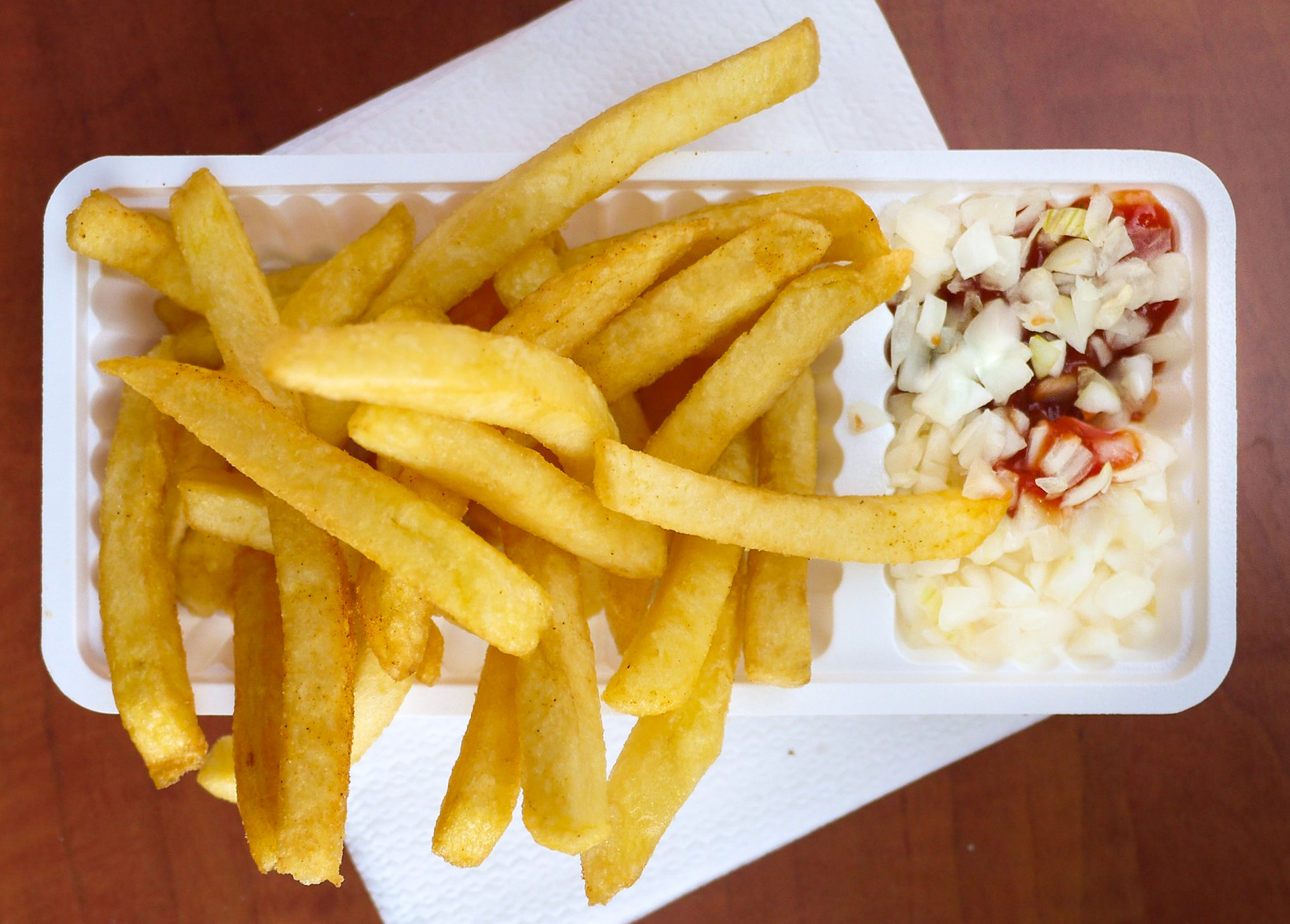
감자 튀김 스페셜

감자 튀김은 프랑스어권 벨기에와 프랑스에서 프리트(프랑스어: frite, 복수: frites 프리트[*])로, 플람스어권(네덜란드어권) 벨기에에서 프릿(플람스어/네덜란드어: friet, 플람스어 복수: frietn 프리튼)으로, 독일어권 벨기에에서 프리테(독일어: Fritte, 복수: Fritten 프리텐[*])로 불린다. 모두 "튀김"이라는 뜻이다. 찍어먹는 소스로는 주로 마요네즈나 마요네즈 기반 레물라드를 낸다. 벨기에와 프랑스 전역에서 스테이크에 감자 튀김을 곁들인 스테크 프리트, 물 마리니에르에 감자 튀김을 곁들인 물 프리트 등을 즐겨 먹으며, 벨기에에서는 감자 튀김을 넣은 샌드위치인 미트라예트도 흔히 볼 수 있다.
벨기에 국민들의 감자튀김에 대한 자부심은 강하다. 벨기에는 1인당 감자튀김을 가장 많이 먹는 유럽 국가로 알려져 있으며 감자튀김은 벨기에인들의 국민음식이라 생각할 정도로 간식이나 주식으로 사랑 받는 음식에 속한다. 레스토랑 전문 매거진 보나페티에 따르면 벨기에의 1인당 감자튀김 가게는 미국 1인당 맥도널드 가게 개수보다 11배 많다고 한다. 일반 가정집에도 감자 튀김기를 가지고 있는 경우가 많으며, 집집마다 비법 레시피가 존재한다. 지역마다 감자튀김 전문점이 있으며, 식당가나 노점에서도 쉽게 볼 수 있는 메뉴로 벨기에 요리에서는 거의 빠지지 않고 나오는 편이다.
벨기에 인들은 감자튀김이 벨기에에서 유래했다고 믿으며, 감자튀김을 와플, 초콜릿, 홍합과 함께 벨기에를 대표하는 음식으로 꼽는다. 감자튀김을 주문할 때 '프렌치 프라이'(프랑스식 튀김)라고 말하면 싫어하며 벨지안 프라이스'(Belgian Fries)라고 하는 것을 좋아한다. 프랑스가 음식과 문화를 도용했다고 보기 때문이다. 이들은 벨기에 브뤼셀에 있는 감자튀김 전문점인 프리츠(Fritland)를 감자튀김이 시작된 원조 가게라고 주장한다.
2020년 코비드19로 인해 상점봉쇄령이 내렸을때에도 감자튀김가게는 제외되었다. 이에 대해 워싱턴포스트(WP)는 "벨기에에서 감자튀김 가게를 닫는 것은 벨기에의 영혼을 닫는 것이다" 라고 평하기도 했다. 2008년 8월에는 벨기에 북부 브뤼헤(Brugge)에 '감자튀김 박물관'(네덜란드어 Frietmuseum)이 세워졌다. 벨기에는 세계 최대 감자 가공품 수출국 중 하나이며, 유럽연합산 냉동 감자튀김에 반(反)덤핑 과세를 부과한 콜롬비아를 세계무역기구(WTO)에 제소하는 것을 주도하여 3년간에 노력 끝에 2022년에 승소를 이끌어내기도 했다.

### 아일랜드·영연방

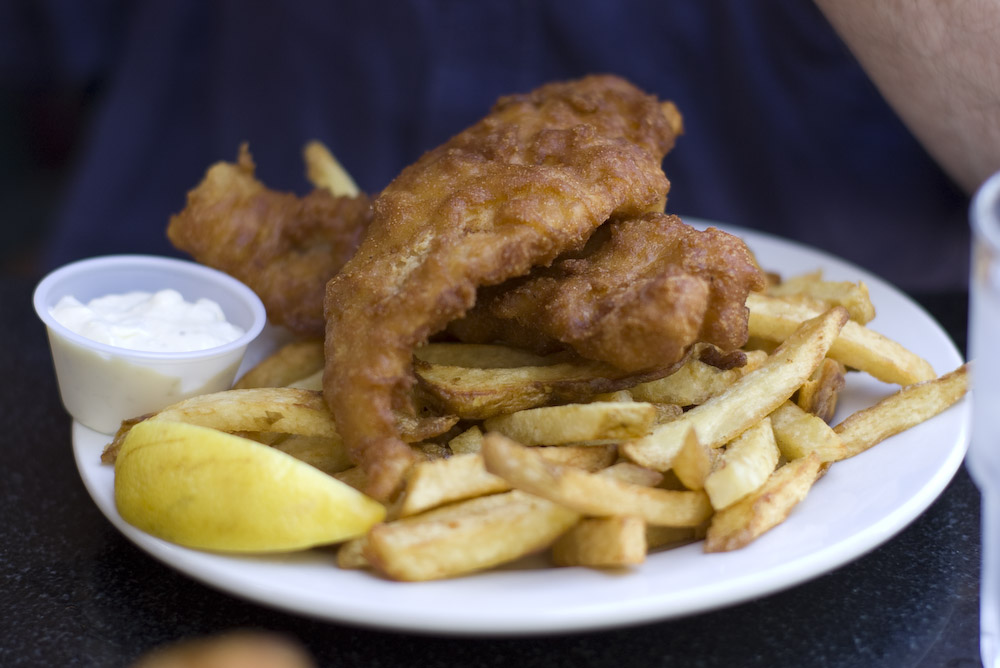
피쉬앤칩스(Fish and chips)

아일랜드와 영연방 국가에서 감자 튀김은 칩스(영어: chips, 단수: chip 칩[*])라 불린다. 감자 칩이 "크리스프(crisp)"로 불리어 감자 튀김과 구분이 되는 영국 등지에서와 달리 오스트레일리아에서는 감자 튀김과 감자 칩을 모두 "칩"으로 부르기 때문에, 감자 튀김을 특정해 부를 때는 홋 칩스(영어: hot chips, 단수: hot chip 홋 칩[*])라는 말이 사용된다.
감자튀김이 들어가 있는 피시앤칩스는 영국의 대표 음식으로 영국인들이 사랑하는 음식이며 서민적이고 대중적인 패스트푸드의 한 종류로 유명하다. 1860년에 조셉 말린(Joseph Malin)이 런던에서 판매한 것이 기원으로 알려져 있다. 펍(Pub)과 같은 술집에서 식사 겸 술안주로 많이 팔았기 때문에 영국인들은 주로 맥주와 함께 먹는다. 북미식 프렌치 프라이 보다 굵기때문에 감자를 먼저 쌂거나 쪄낸후 잘라서 기름에 튀기기도 한다.
스코틀랜드에서는 1870년에 최초로 피시앤칩스 가게가 들어섰고, 유럽 최초로 감자를 식품으로 받아들였던 아일랜드에는 1880년에 이탈리아 출신의 쥬세페 체르비(Giuseppe Cervi)가 더블린(Dublin)에서 피시앤칩스를 처음으로 판매했다고 알려져 있다. 아일랜드에는 감자 튀김에 닭 튀김과 양파 튀김, 피망, 고추 등을 섞어 낸 스파이스 배그라는 패스트푸드도 있으며, 남아프리카 공화국에는 감자 튀김을 넣은 샌드위치인 개츠비를 먹는다.

### 미국·캐나다

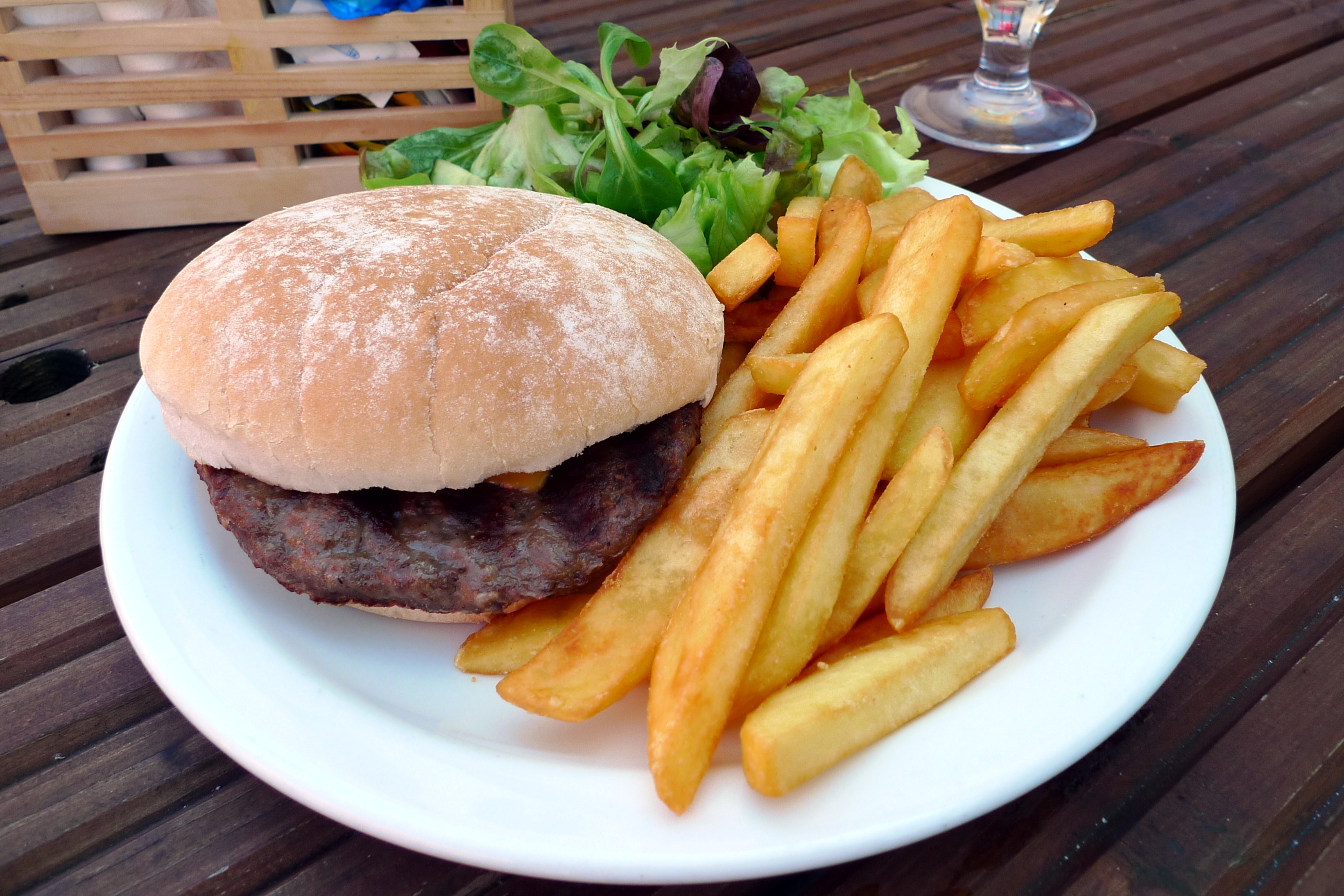
햄버거와 프렌치 프라이

미국과 캐나다에서 감자 튀김은 프렌치 프라이즈(영어: French fries) 또는 프라이즈(영어: fries)라 불린다. 미국의 제3대 대통령인 토머스 제퍼슨이 파리에서 맛본 감자튀김을 1802년 백악관에서 소개했다고 한다. 19세기 후반에 집단이주한 아일랜드인들에 의해 감자가 미국 땅에 식품으로 정착하게 되었고, 20세기 들어 세계대전중에 미국 정부차원에서 감자를 홍보하고 재배를 장려한 결과, 미국인들의 감자 소비량은 크게 증가하였다. 이로인해 전후에도 미국인들은 햄버거, 스테이크, 치킨과 함께 감자튀김(French Fries)을 많이 먹게 되었다.
미국식 감자 튀김은 맥도날드 등 패스트푸드 프랜차이즈를 통해 전 세계로 퍼졌다. 햄버거 등에 감자 튀김을 곁들인 세트 메뉴를 많은 패스트푸드 음식점에서 찾아볼 수 있다. 찍어먹는 소스로는 주로 케첩을 낸다. 프랑스어권 캐나다에서는 감자 튀김에 치즈 커드와 그레이비를 곁들인 음식인 푸틴을 즐겨 먹으며, 미국에서도 감자 튀김에 치즈를 곁들인 치즈 프라이즈나 카르네 아사다를 곁들인 카르네 아사다 프라이즈 등을 즐겨 먹는다.

## 만들기

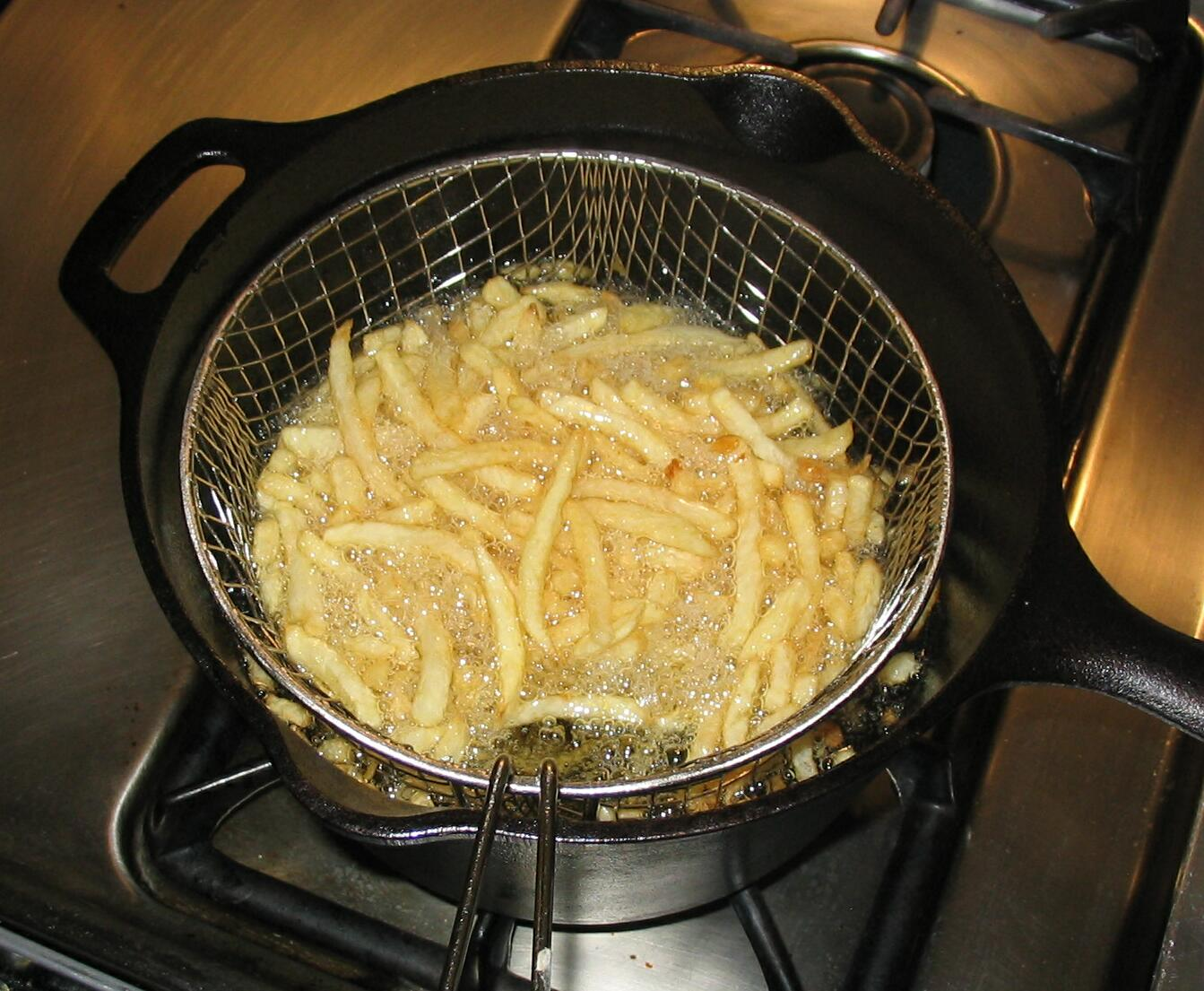
감자 튀김 만들기

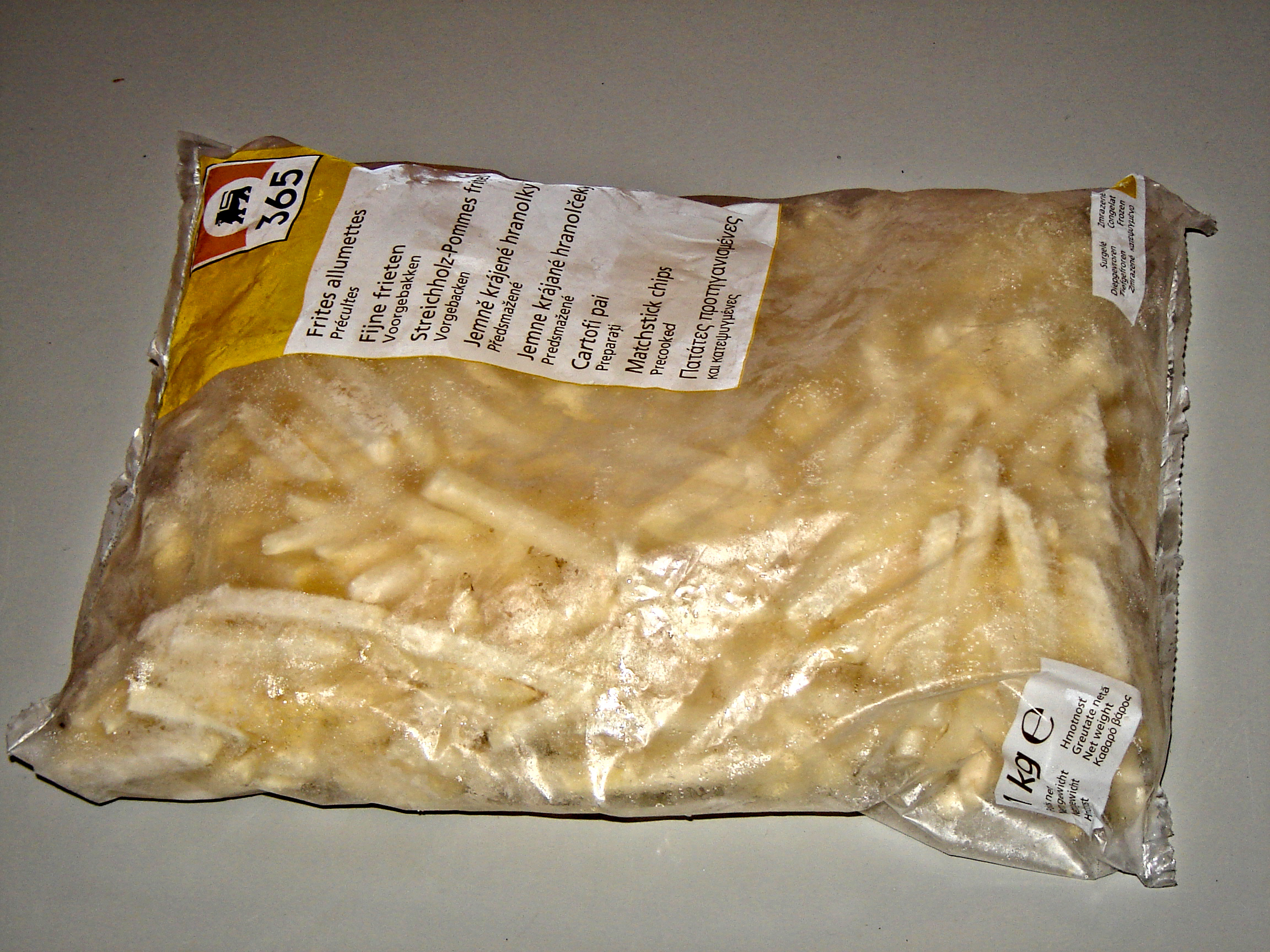
한번 튀긴 냉동감자

주로 분질 감자를 사용한다. 껍질을 벗긴 후 0.7cm 두께로 하여 긴 막대 모양으로 썬다. 썬 감자를 물에 10~30분정도 넣어 전분기(녹말)를 제거하고 체에 밭쳐 물기를 뺀다. 전분기가 제거되어야 더욱 바삭한 감자튀김이 되기 때문이다. 전분이 어느 정도 빠져나간 감자를 키친타월 위에 올려 물기를 완전히 제거한다. 냄비에 식용유를 붓고 160도로 예열한후 감자를 노릇하게 10분간 튀긴다. 잘 튀겨진 감자를 키친타월 위에 올려 기름기를 뺀 후에 소금을 넣고 버무린다.
두 번 튀길 경우에, 첫 번째는 120~150°C 정도에서, 두 번째는 190°C 정도에서 튀긴다. 두 번으로 나누어서 튀길 경우에 첫 번째 튀길 때는 감자를 익히는 것이 목적이고, 두 번째 튀기게 되면 더욱 바싹하고 노릇노릇하게 된다. 첫 번째 튀긴 후에는 약 30분정도 나두어서 차갑게 식힌 후 다시 튀기는 것이 좋다. 많은 양의 감자를 한꺼번에 튀길 때는 튀김용 바스켓에 담아서 감자를 튀기면 좋다. 여러모로 번거러울 때는 한번 튀긴 것을 냉동하여 판매하는 제품도 있으니 이것을 이용하는 것도 괜찮다. 잘 튀겨진 감자는 토마토 케첩이나 마요네즈 등을 곁들여 먹으면 좋다.
영국식의 피시앤칩스의 경우에는 굵기를 1.5cm이상으로 하여 만들기도 한다. 또한 감자를 먼저 쌂아서 식힌 다음에 자르고 이를 튀기기도 한다.

## 건강
중년층 이상이 감자튀김을 일주일에 2번 이상 먹을 경우, 사망 위험이 2배 가까이 높다는 연구 결과가 미국임상영양저널에 게재됐다.

## 사진

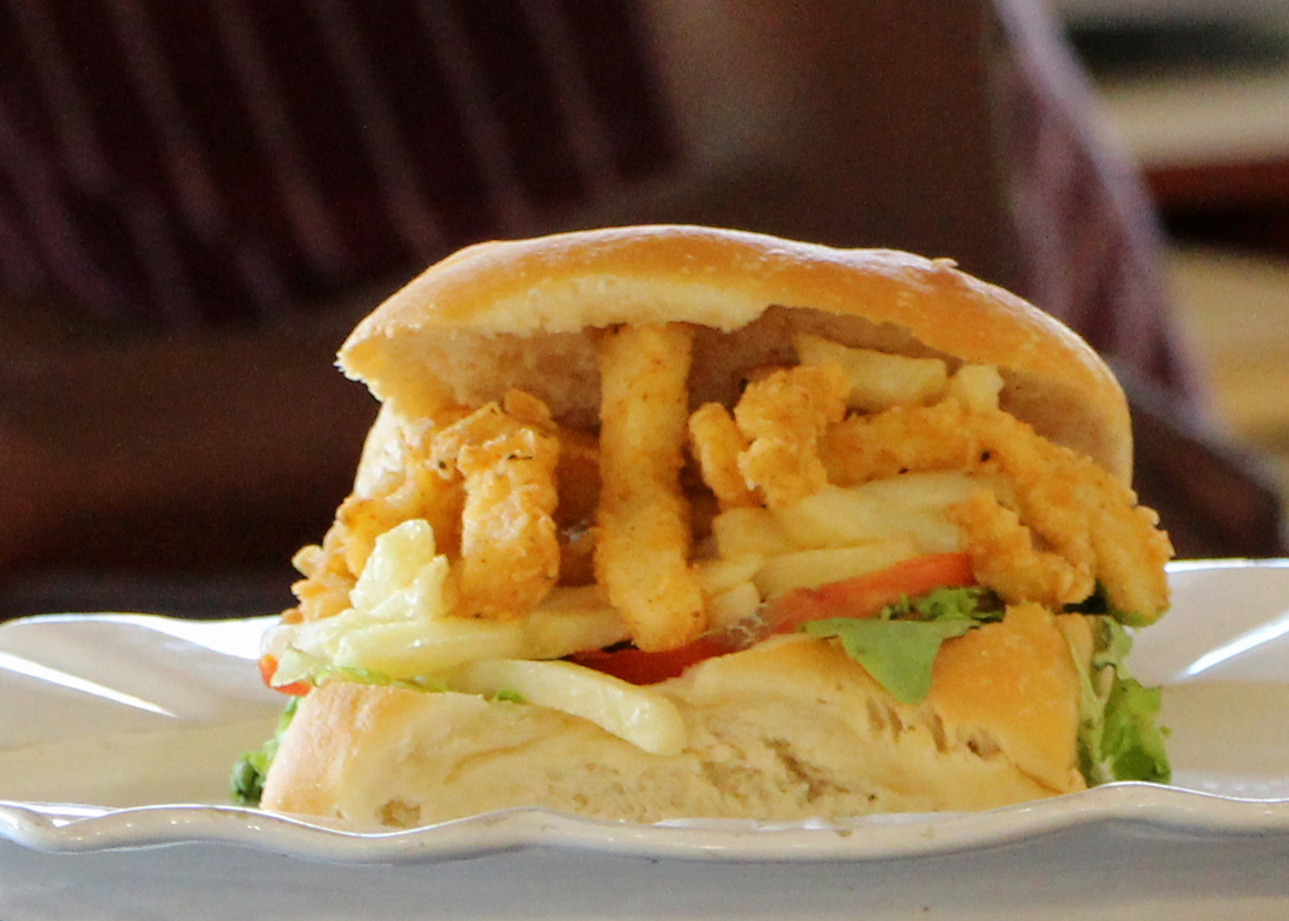
개츠비
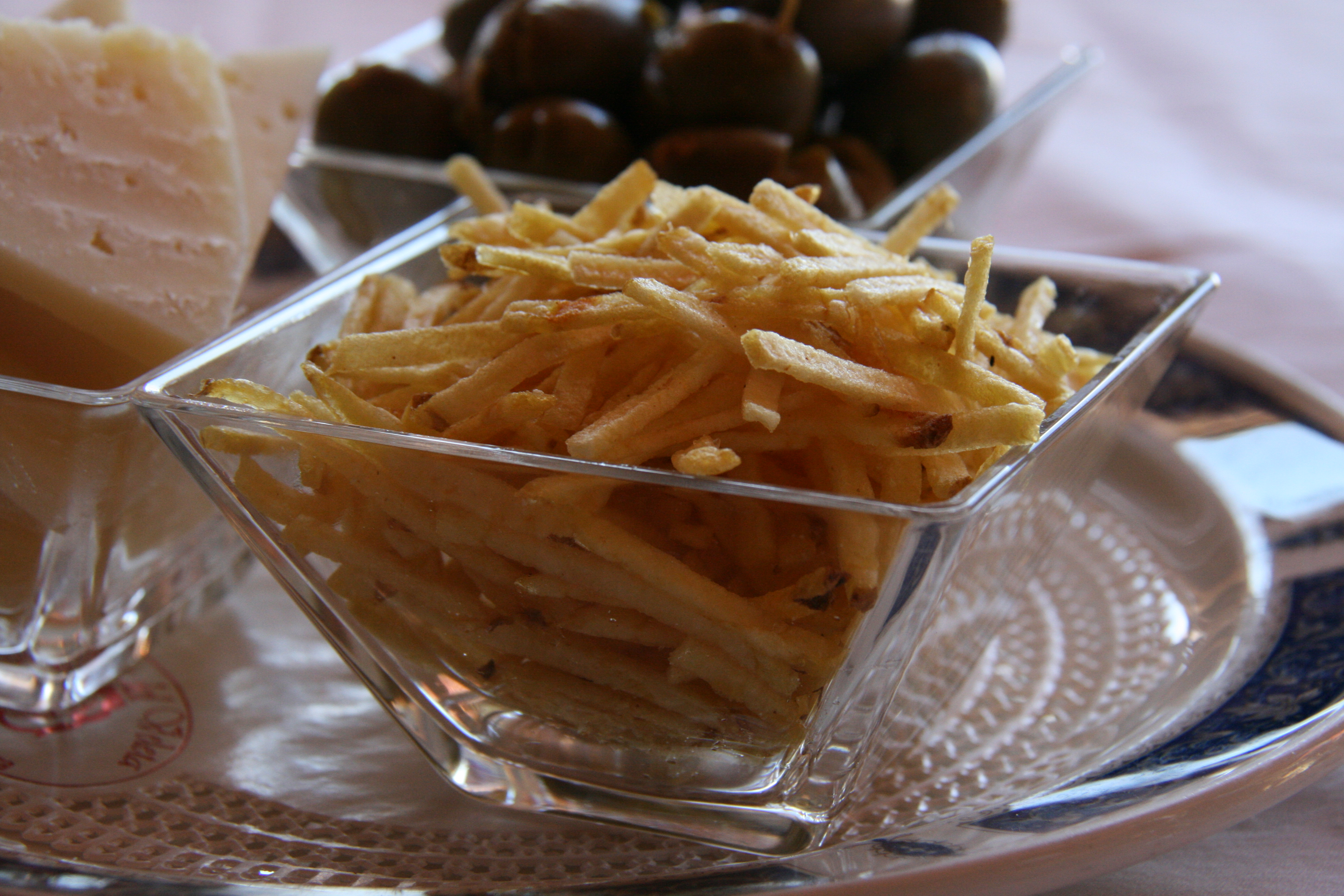
막대감자
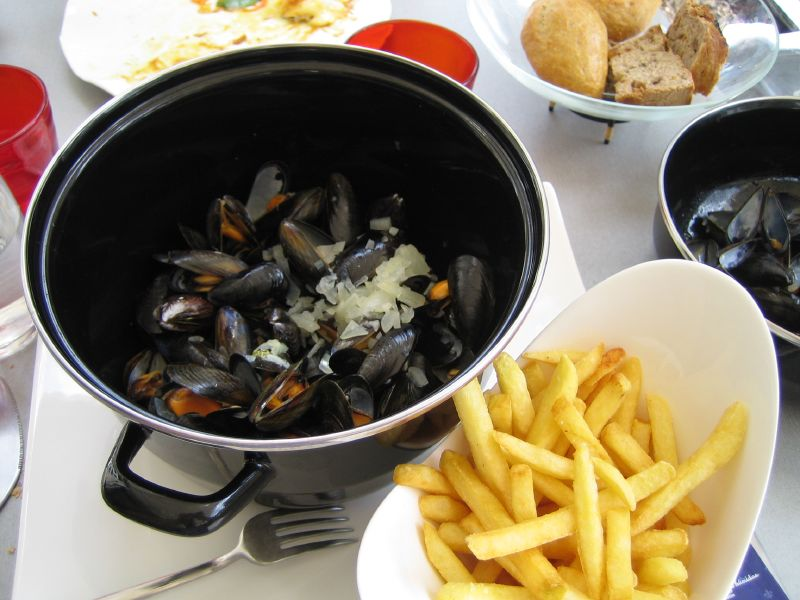
물 프리트
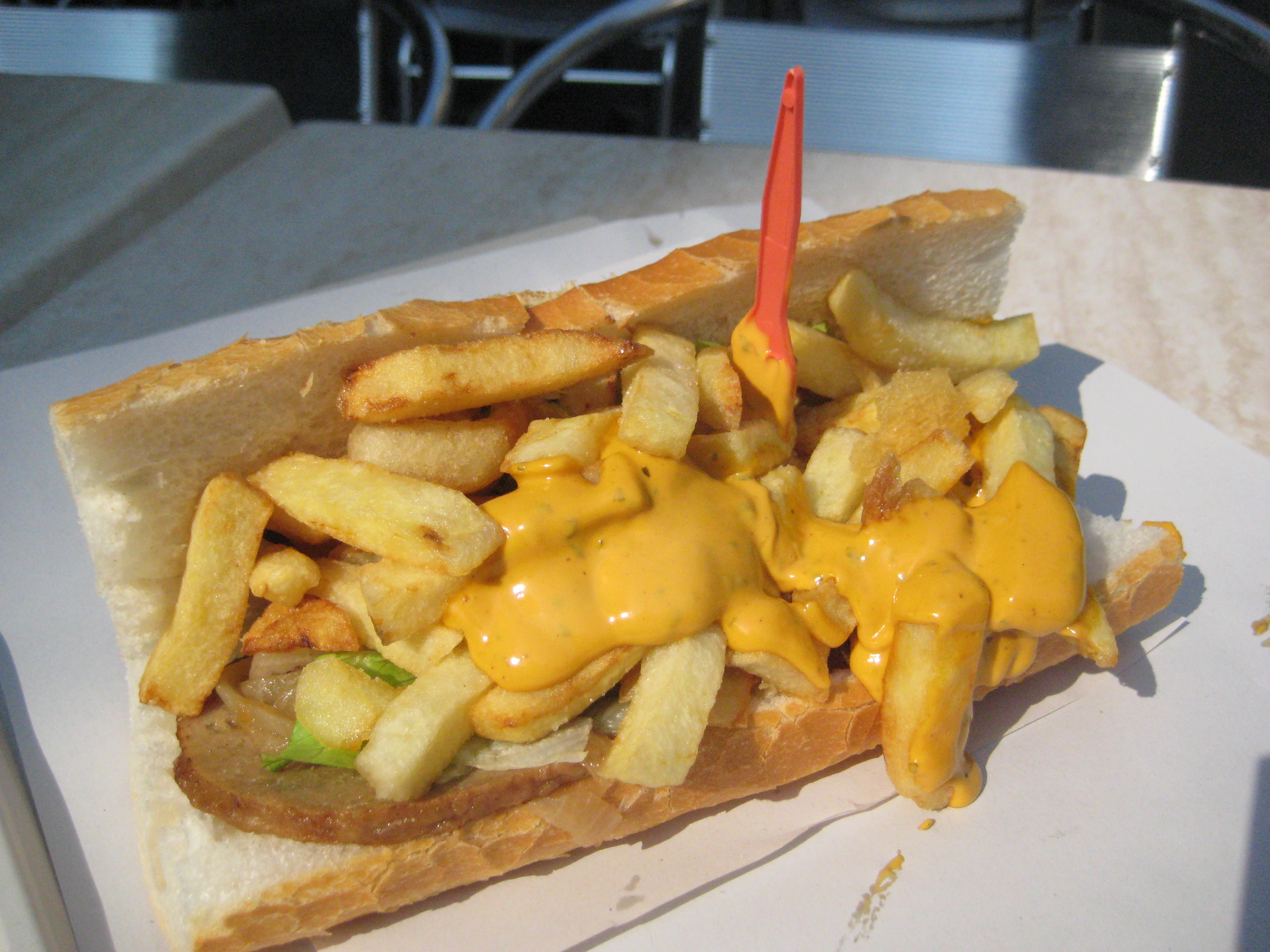
미트라예트
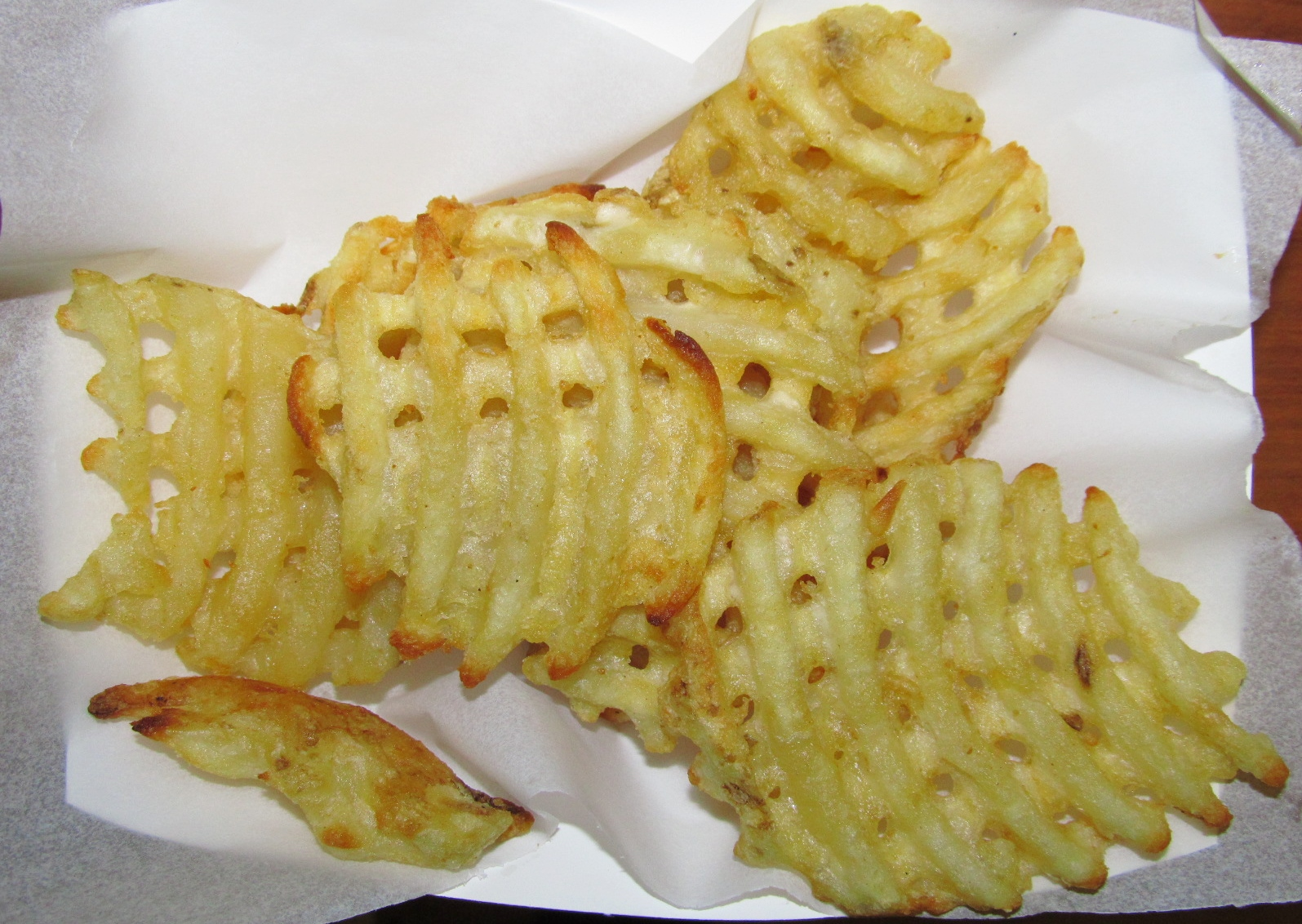
벌집감자
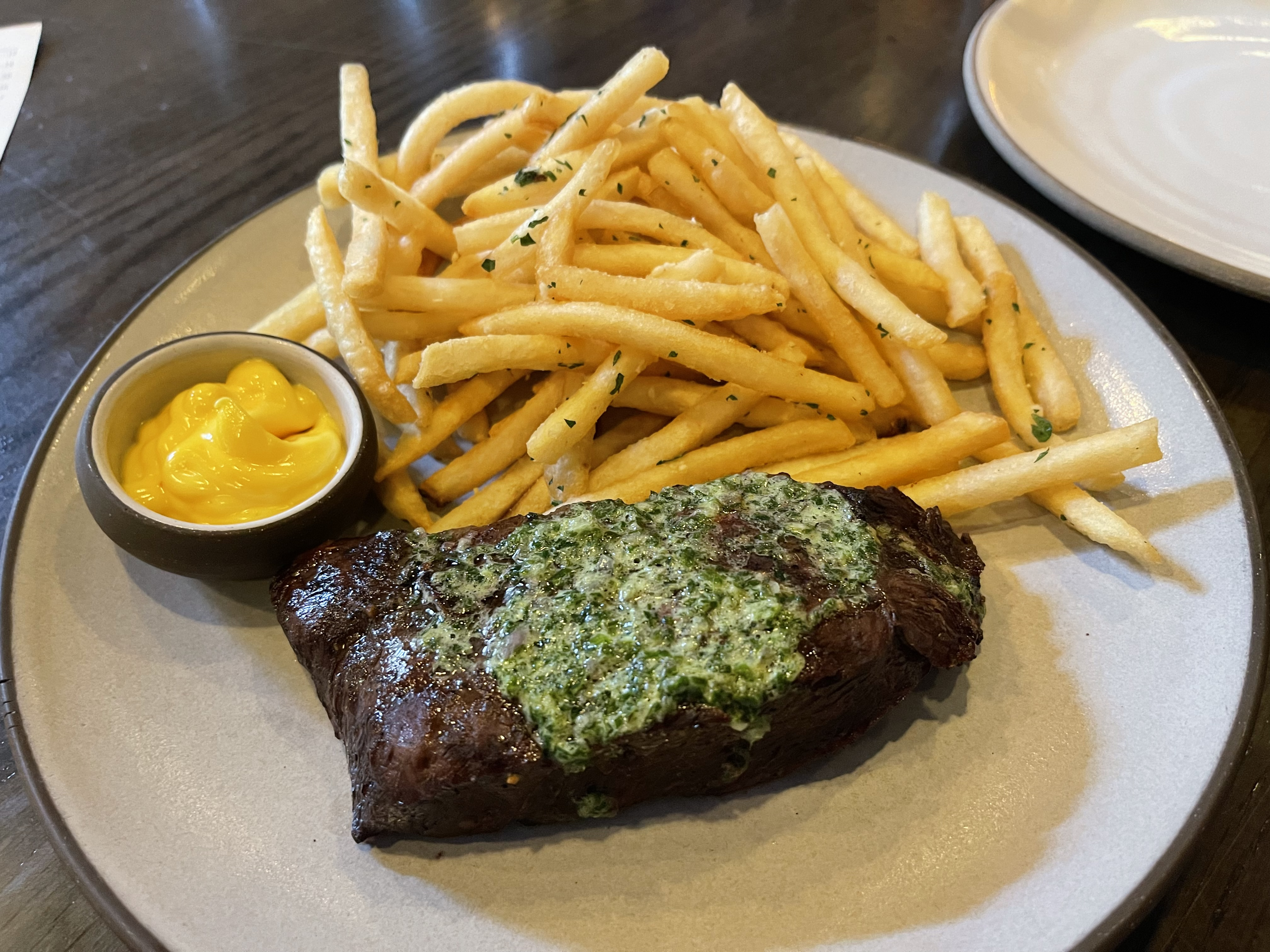
스테크 프리트
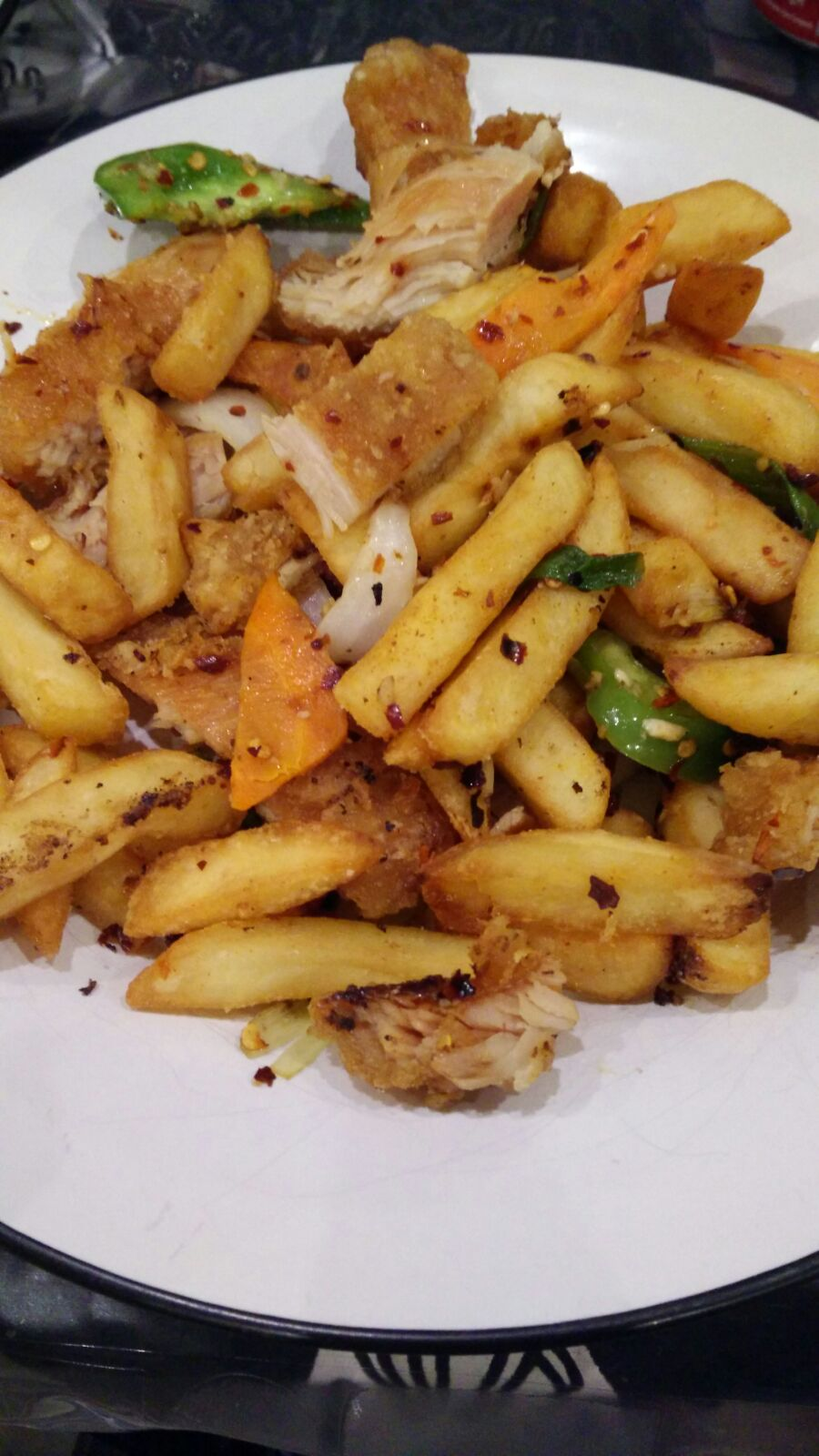
스파이스 배그
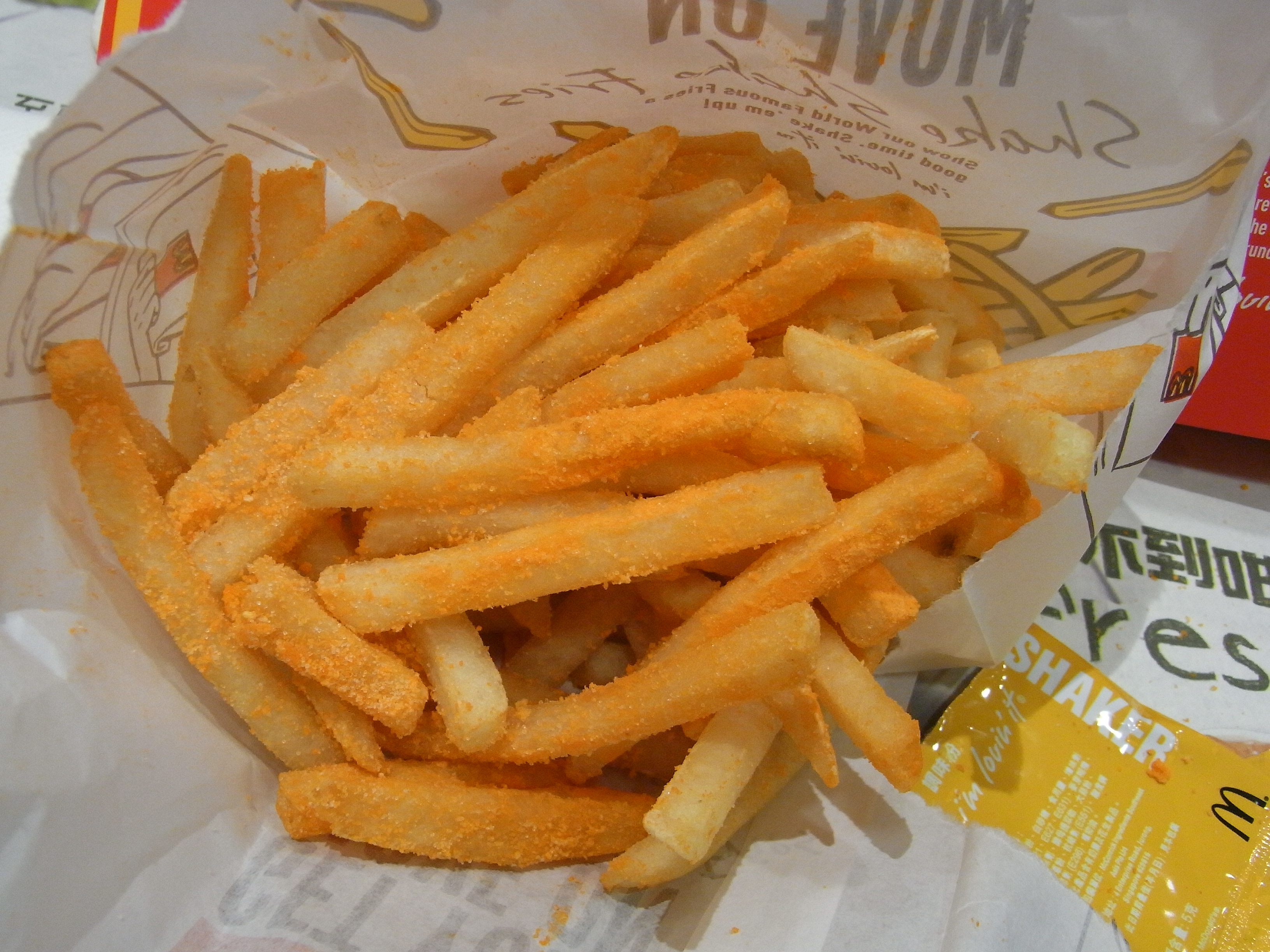
양념감자
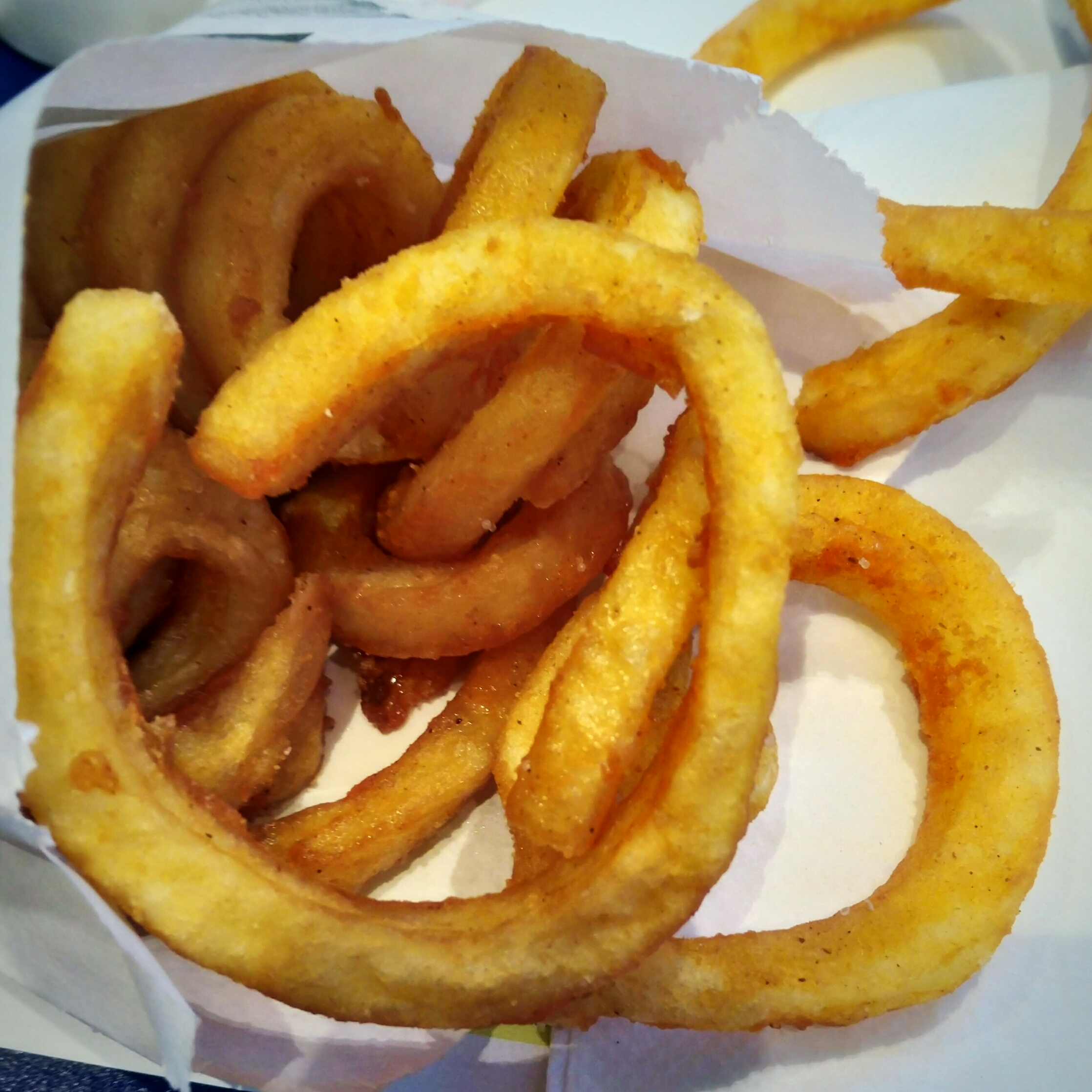
용수철감자
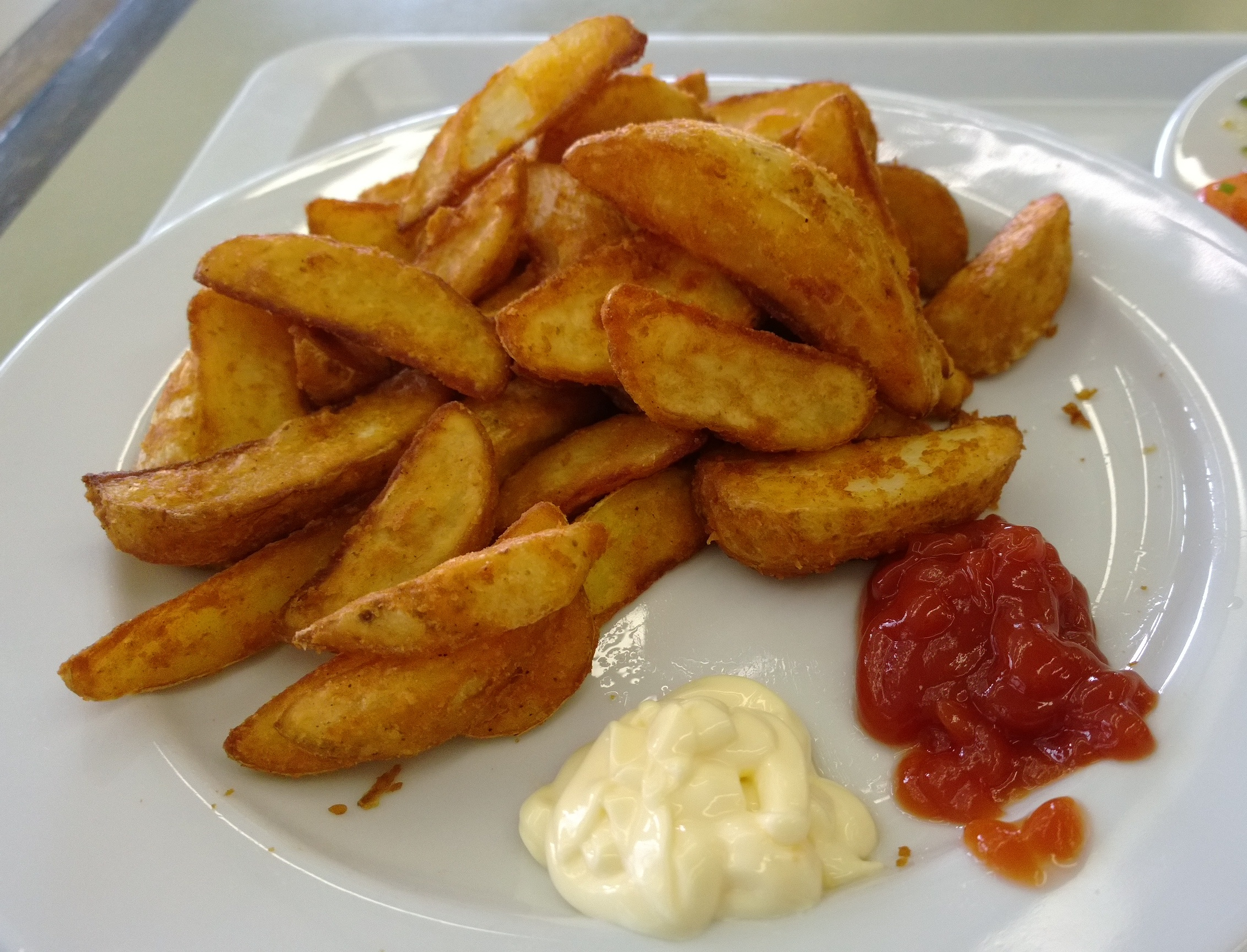
웨지감자
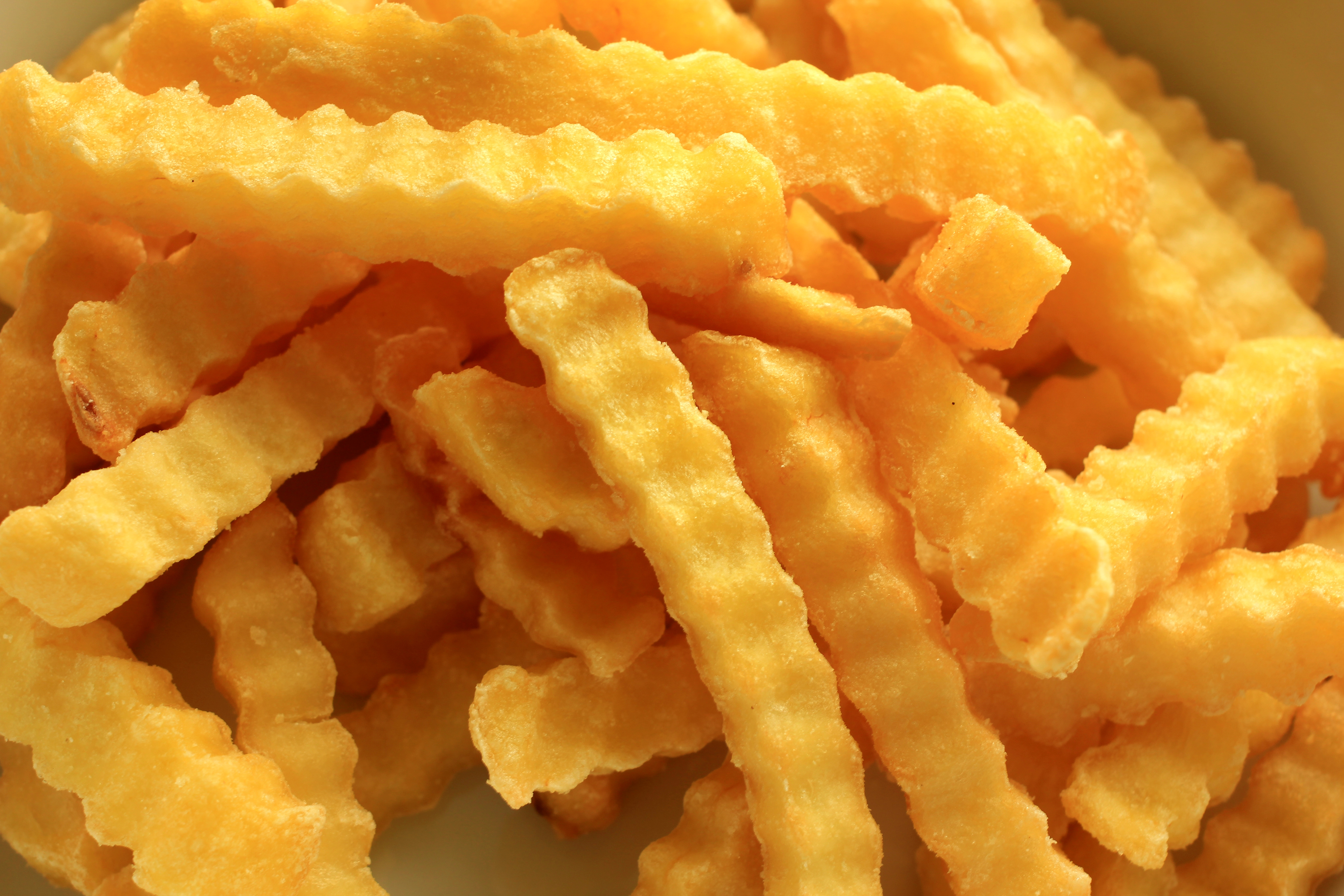
주름감자
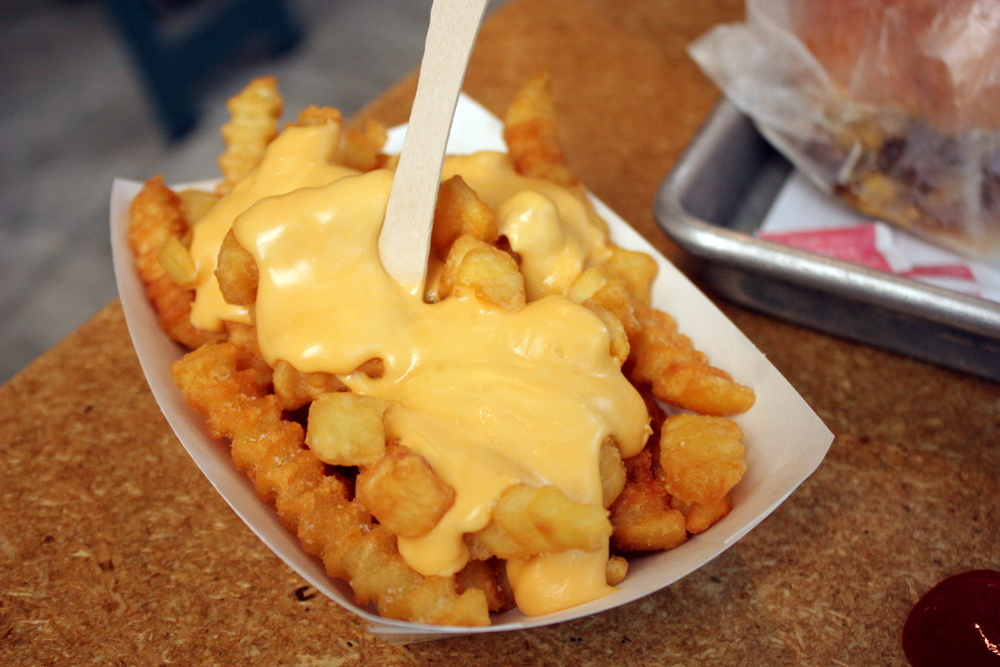
치즈 프라이즈
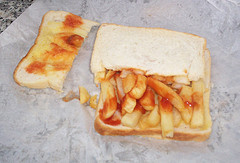
칩 버티
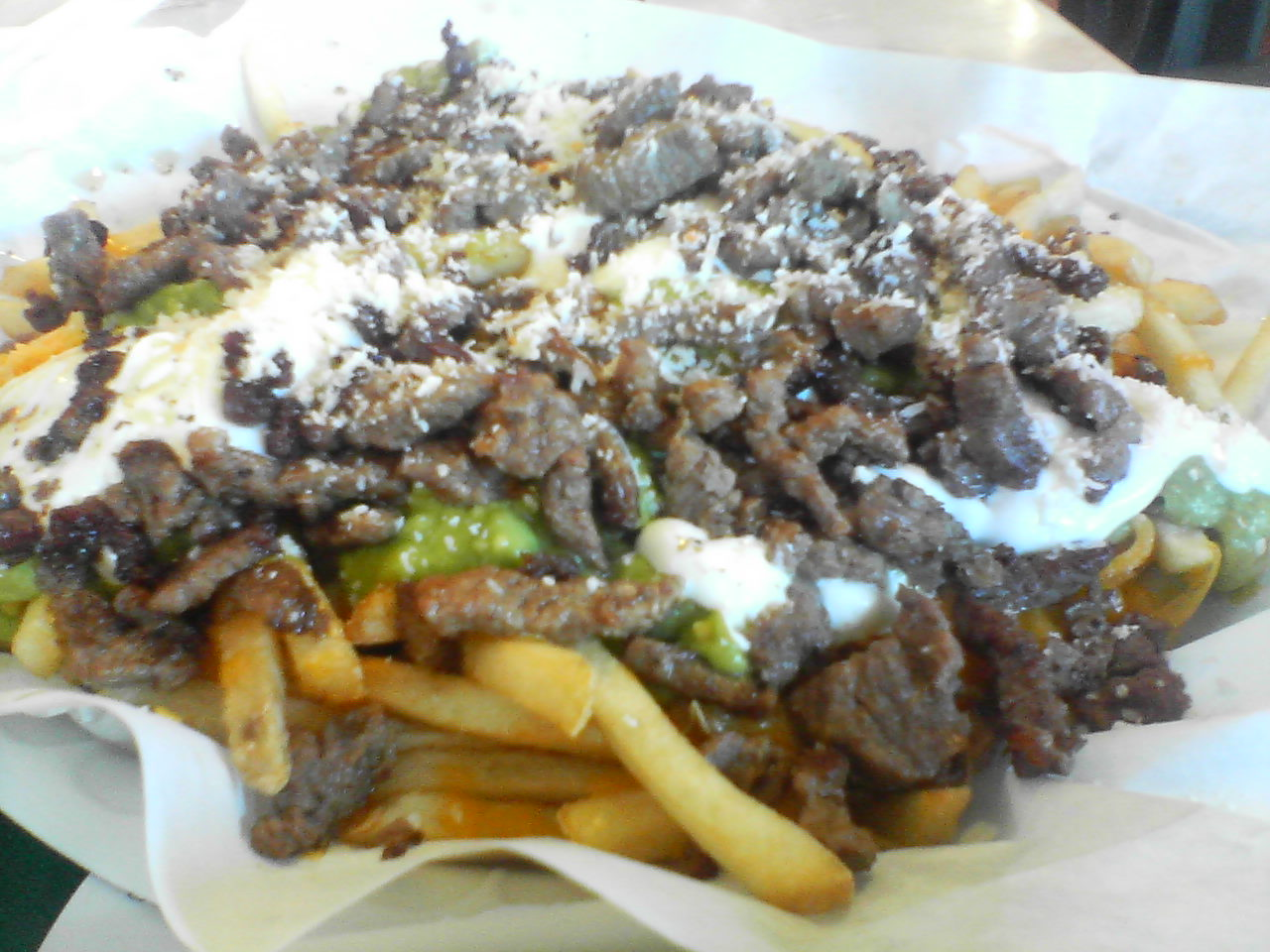
카르네 아사다 프라이즈
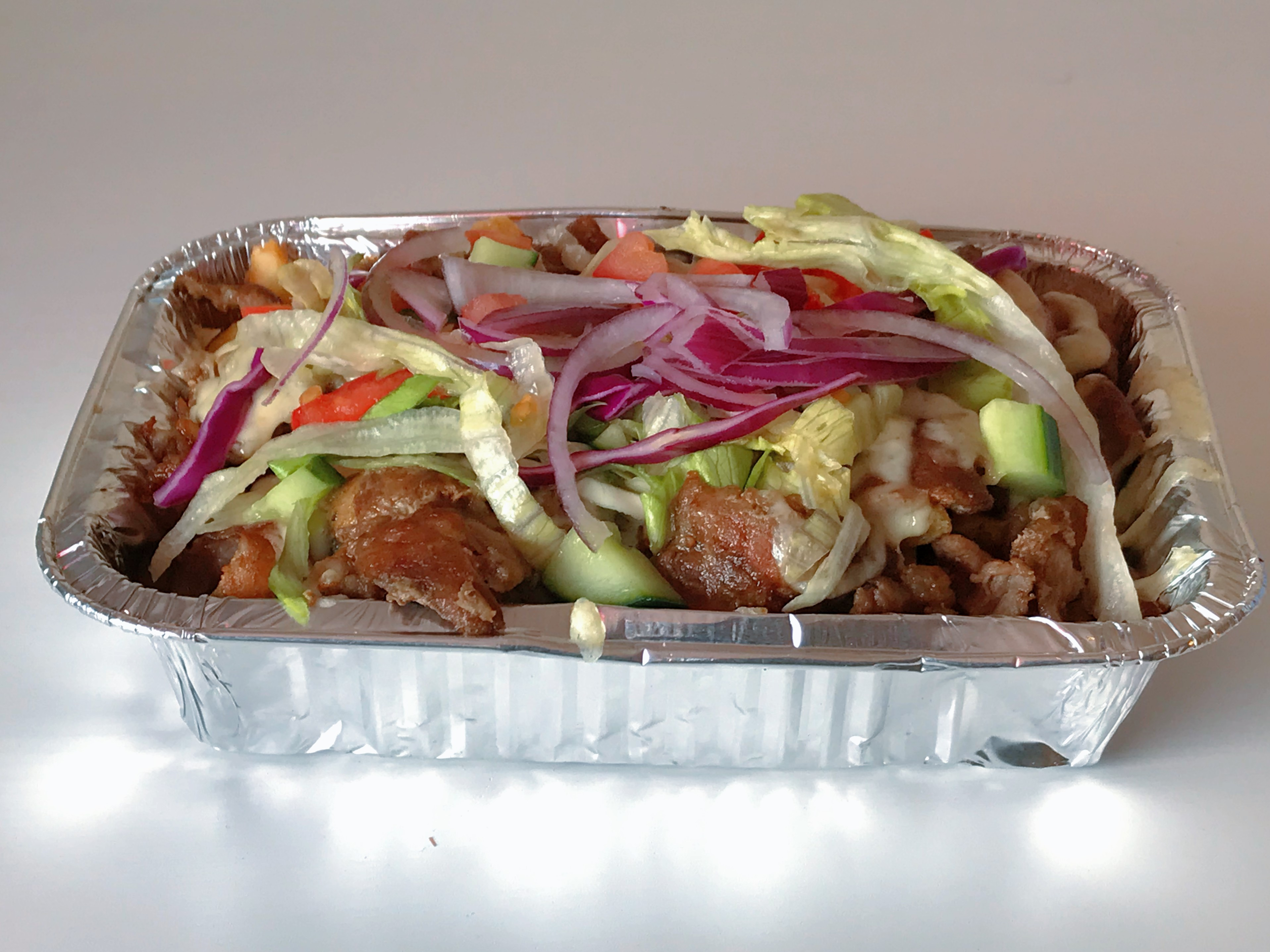
캅살론
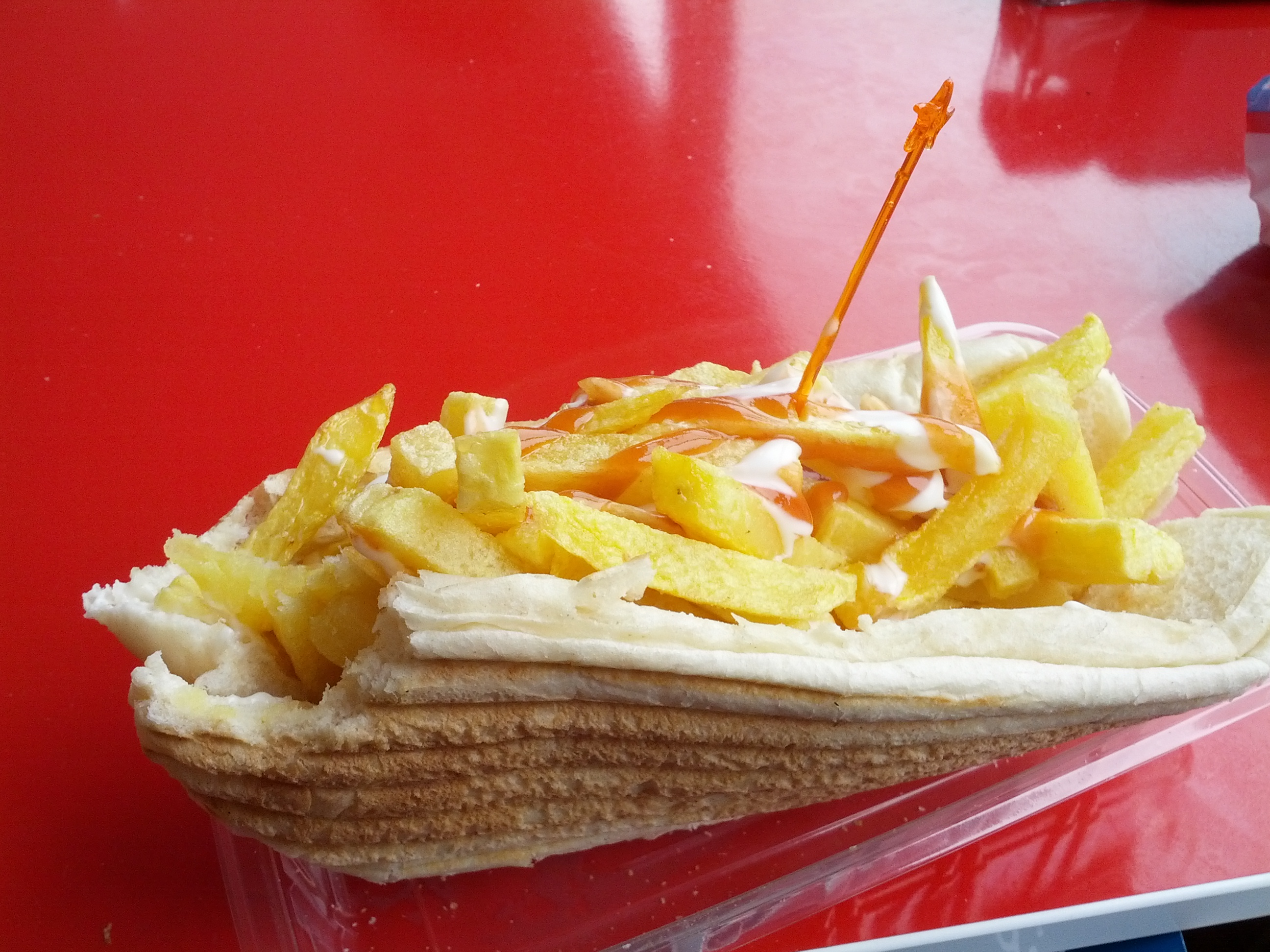
파초
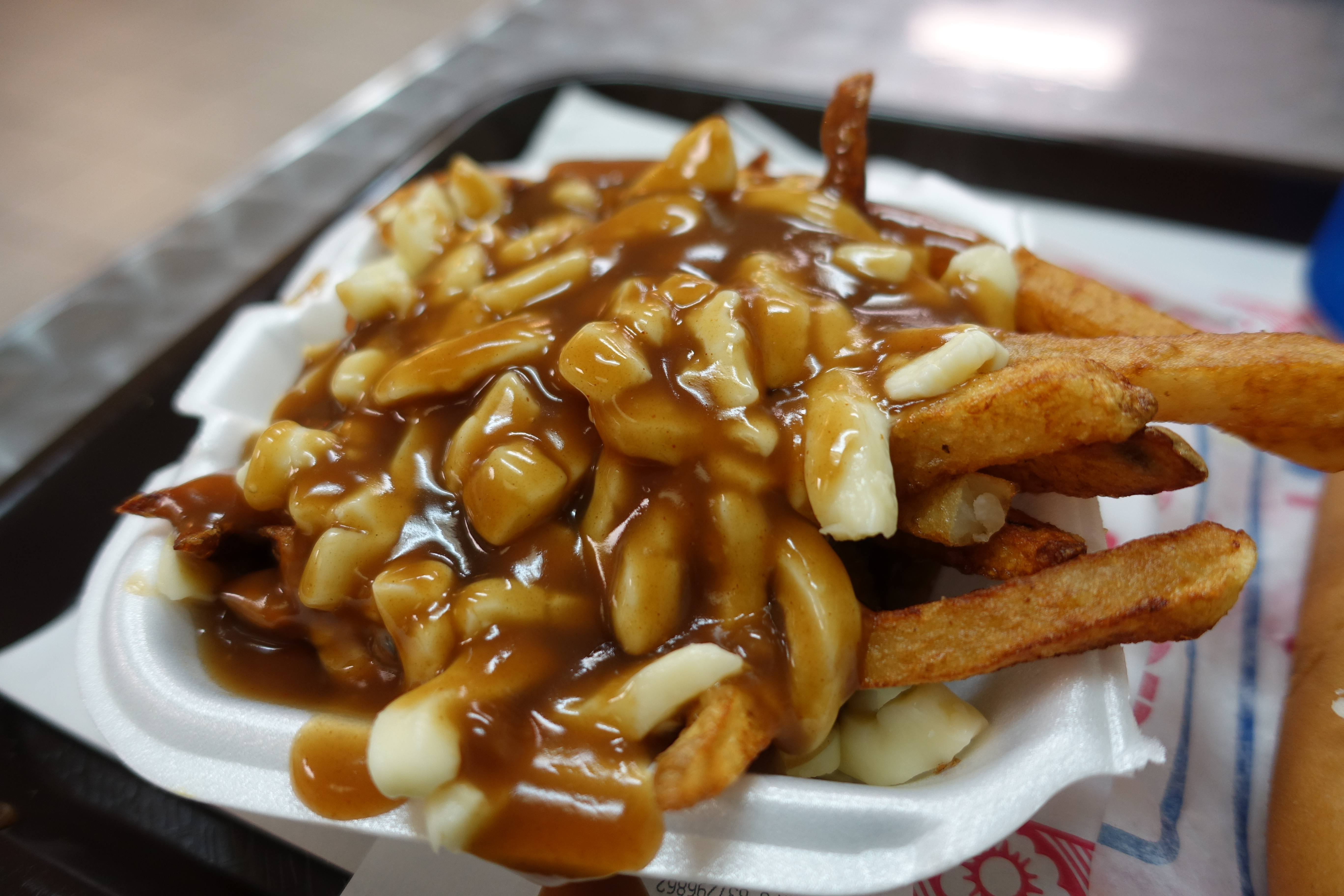
푸틴
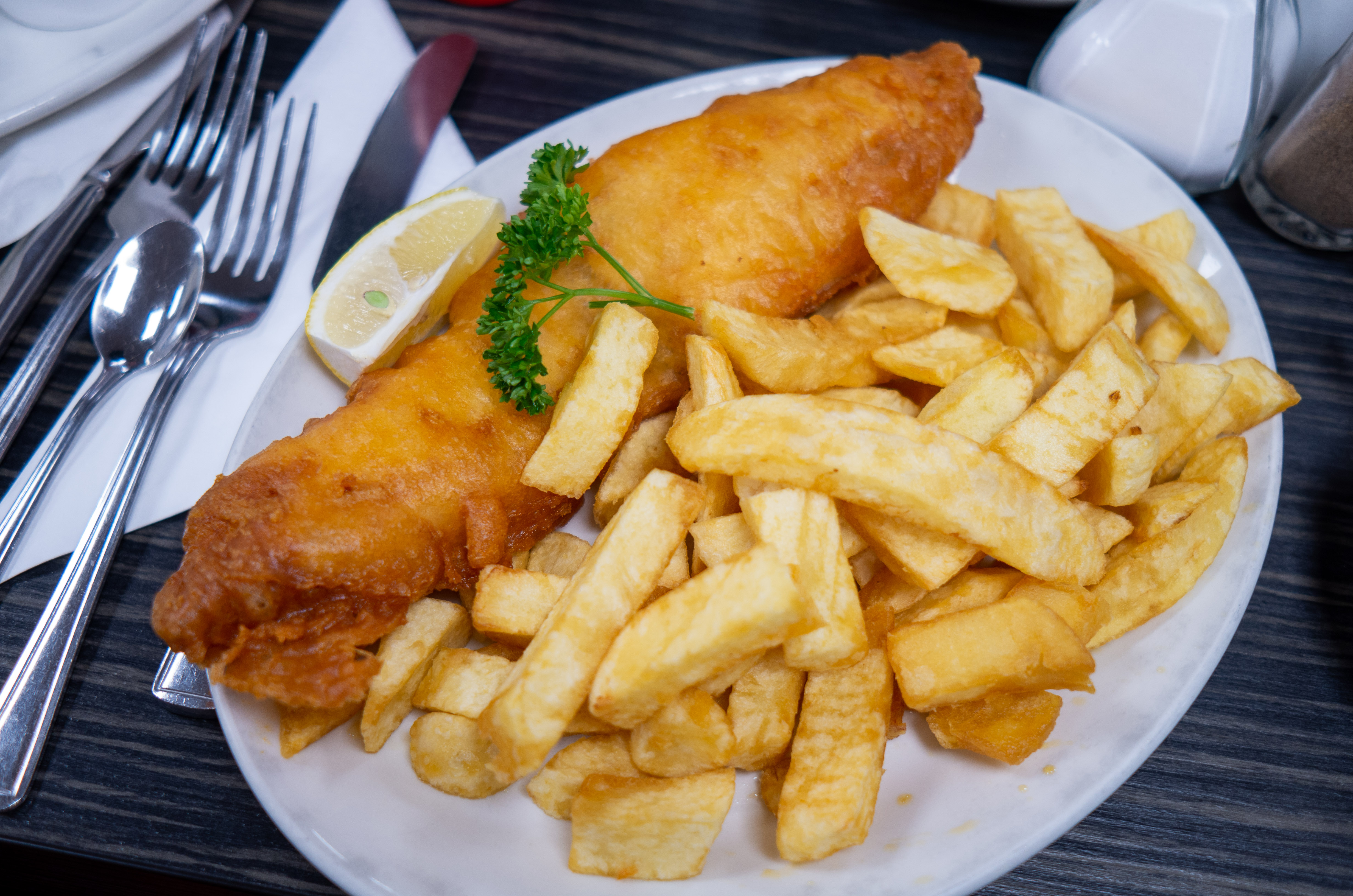
피시 앤드 칩스
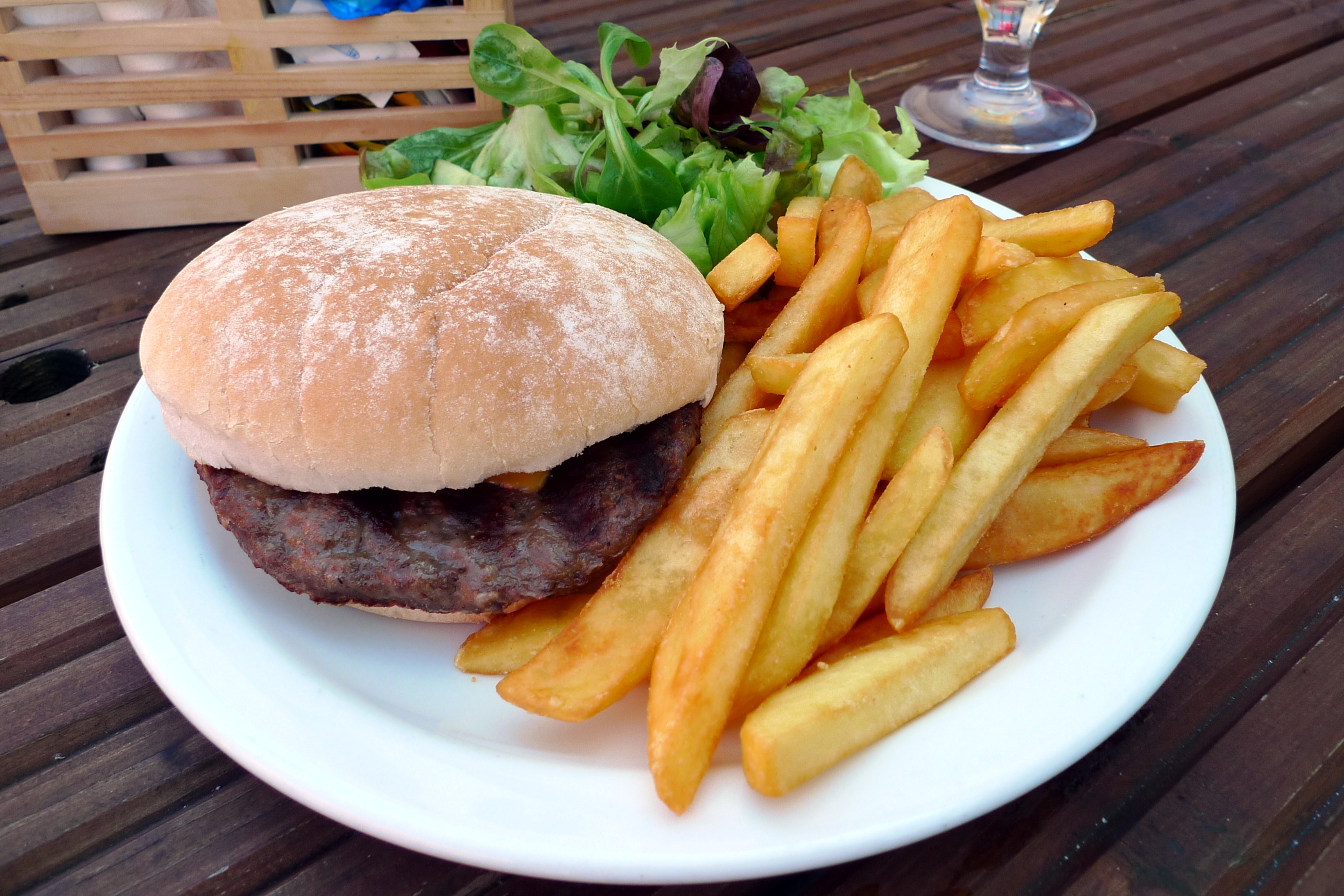
햄버거와 감자 튀김 세트

## 같이 보기
- 감자 볶음
- 감자 부침
- 감자 칩
- 고구마 튀김
- 라스파탓
- 맛감자
- 물 프리트
- 스테크 프리트
- 피시 앤드 칩스
- 해시 브라운
- 햄버거
- 회오리감자
- 프리덤 프라이